# Incendio de Viña del Mar de 2022
El gran incendio de Viña del Mar de 2022 fue un siniestro que se originó alrededor de las 18:37 (UTC-3) del jueves 22 de diciembre de 2022 en las cercanías de la Villa Nueva Esperanza, entre el aeródromo Rodelillo y Las Palmas, en el sector alto de la comuna de Viña del Mar, en el Gran Valparaíso (Chile). Comenzó como un incendio forestal y avanzó por las quebradas favorecido por fuertes ráfagas de viento, hasta llegar a sectores habitados. La magnitud del fuego llevó a que el presidente Gabriel Boric declarara estado de excepción por catástrofe.

## Desarrollo
De acuerdo con las investigaciones preliminares, el fuego habría comenzado como un incendio forestal (denominado como "Nueva Esperanza"), en la parte alta y sur de la comuna, al límite con la comuna vecina de Valparaíso, en una quebrada rodeada por zonas habitadas, con campamentos y otras edificaciones irregulares. Ante el rápido avance del fuego favorecido por las condiciones meteorológicas, con ráfagas de viento de unos 50 kilómetros por hora, la delegación presidencial regional de Valparaíso, en coordinación con la Oficina Nacional de Emergencia del Ministerio del Interior (Onemi) y la Corporación Nacional Forestal (Conaf) declararon alerta roja para la comuna, y se ordenó la evacuación de los sectores de Tranque Sur, Puerto Montt, Puerto Aysén, Cabritería, Forestal Alto y Toma Felipe Camiroaga. El incendio se fue desplazando por la parte alta de Forestal y Nueva Aurora, arrasando con centenares de viviendas y hectáreas de vegetación. Zonas forestales del sector, incluyendo el parque natural Kan-Kan y el monumento nacional Palmar El Salto perdieron más de 1600 ejemplares de palmas chilenas.
La noche del viernes el fuego rodeó el anfiteatro de la Quinta Vergara, por lo que de manera preventiva, el municipio viñamarino tuvo que retirar obras de arte del Palacio Vergara, mientras bomberos de varias comunas de la zona centro protegían las casas aledañas. Hacia la medianoche, la ONEMI informó que el incendio afectaba sectores de las poblaciones Puerto Montt, Puerto Aysén, los campamentos Michelle Bachelet y Felipe Camiroaga, además de la población Siete Hermanas y el sector Viña de Mar Alto. También se interrumpió el tránsito en la Ruta CH-60 desde enlace Ruta Las Palmas y paradero N°7, en ambos sentidos; y entre el enlace Limache y Agua Santa. La municipalidad de Viña del Mar puso a disposición como albergues el Liceo Guillermo Rivera, el Hotel O’Higgins y los colegios República de Colombia y Benjamín Vicuña Mackenna, además de un centro de acopio en la Escuela República del Ecuador, para atender a los vecinos damnificados.

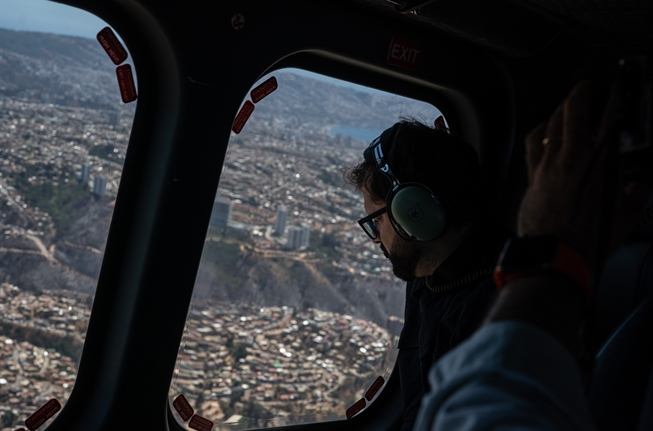
Presidente Gabriel Boric sobrevolando áreas afectadas por el incendio.

En la mañana del viernes 23, se informó que se mantenían tres focos activos del siniestro, circunscritos a áreas forestales y sin afectación a zonas habitadas. Para el combate al incendio se movilizaron efectivos de cuerpos de bomberos de Valparaíso, Viña del Mar, Quillota, La Cruz, San Felipe, Llay Llay, Putaendo, Santa María, Los Andes, La Ligua, Zapallar, Cabildo, Petorca, Quilpué, Limache, Villa Alemana, San Antonio, El Quisco, Algarrobo, Santiago, Ñuñoa, Quinta Normal, Melipilla y Talagante, así como personal de la Armada y del Ejército de Chile, mientras que desde el centro de operaciones de la CONAF en el aeródromo Rodelillo, se coordinó el despliegue de 23 aeronaves y personal terrestre destinados para el combate del incendio. Durante la tarde, el presidente Gabriel Boric arribó al Estadio Sausalito para participar en el Comité de Gestión de Riesgo y Desastres convocado por el incendio, y luego recorrió sectores afectados como Forestal Alto.
El 25 de diciembre, la ministra del Interior y Seguridad Pública Carolina Tohá anunció que el incendio se encontraba controlado, aunque no completamente extinguido, pasándose de la alerta roja a alerta amarilla. La mañana del domingo el saldo del incendio era de dos fallecidos, 67 lesionados y más de 200 casas dañadas, de acuerdo con datos del gobierno y de la Onemi.

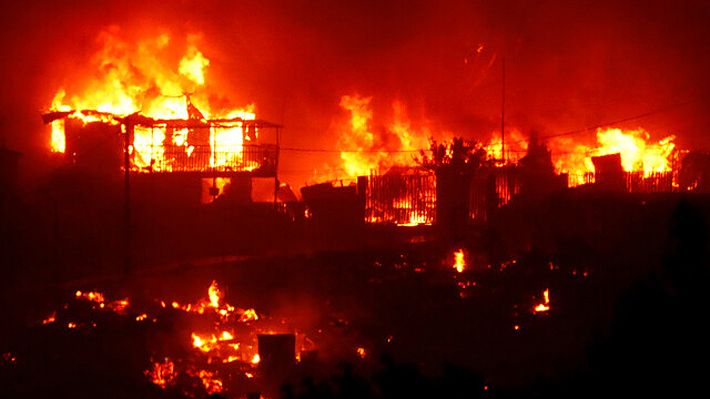
Infierno en Viña del Mar

El 28 de diciembre, el Ministerio de Desarrollo Social y Familia entregó un catastro actualizado, contabilizando 371 viviendas afectadas, equivalentes a 1.040 personas damnificadas.

## Causa

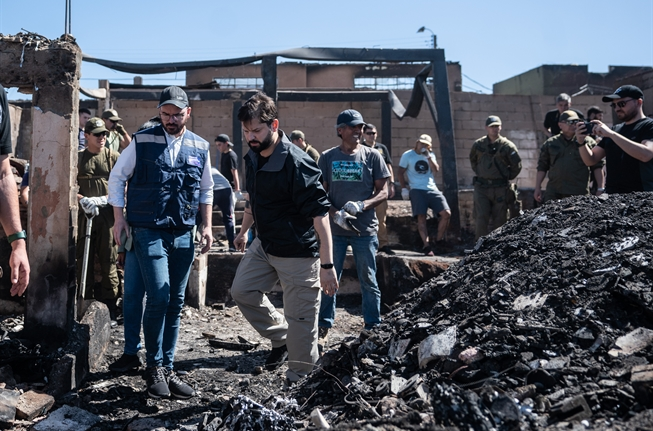
El presidente Gabriel Boric (de chaqueta negra) recorriendo áreas afectadas por el incendio, el 23 de diciembre de 2022.

El fiscal a cargo de la investigación sobre el origen del incendio, Osvaldo Ossandón, informó sobre la existencia de testigos que presenciaron a consumidores de pasta base en un sitio eriazo contiguo a la villa Nueva Esperanza, entre el aeródromo Rodelillo y Las Palmas. La tesis del fiscal indica que estas personas usualmente consumen pasta base de cocaína con papeles de aluminio y fuego, y que en dicho lugar, determinado y analizado por la Brigada de Investigación Criminal (BICRIM) de la Policía de Investigaciones (PDI), habría ocurrido el inicio de la zona de fuego y de ahí se habría irradiado por las quebrada a causa de los vientos. Estas personas fueron vistas huyendo de la "caleta" y está siendo investigado si fue por negligencia o imprudencia el inicio del incendio.

## Reacciones
Para ir en ayuda de los damnificados, el ministro de Desarrollo Social y Familia, Giorgio Jackson, anunció la entrega de un bono de recuperación de 1,5 millones de pesos para jefes y jefas de hogar catastrados en la «Ficha Básica de Emergencia». Adicionalmente, desde BancoEstado, se anunció que se tomaron varias medidas para apoyar a ciertas familias afectadas, incluyendo la postergación sin recargo de cuotas de créditos de consumo o créditos hipotecarios, para los clientes afectados por el incendio. Por su parte, la ministra del Trabajo y Previsión Social, Jeannette Jara, anunció un subsidio de emergencia laboral para proteger los puestos laborales de los afectados en los incendios, así como un programa de empleo de emergencia, apoyo a usuarios de la Dirección General del Crédito Prendario (Dicrep) y atención gratuita psicológica y de salud a través de mutualidades.
El Ministerio de Vivienda y Urbanismo (Minvu) lidera un «Plan de Respuesta Operativa» para conocer en detalle el daño que presentan las viviendas, insumo para la concreción del «Plan de Reconstrucción» de las áreas afectadas.
Por otra parte, el CAF-Banco de Desarrollo de América Latina realizó una donación de 250 mil dólares a Chile en ayuda tras el incendio, y organizaciones de la sociedad civil como Desafío Levantemos Chile y Techo encabezaron campañas de recaudación de fondos para el apoyo en la reconstrucción y acciones post emergencia. Asimismo, distintos municipios del país efectuaron campañas de recolección de víveres, agua, medicamentos, juguetes y otros insumos para ir en ayuda de los damnificados por dicha catástrofe.
A un año de la tragedia, un adolescente, vecino del sector, que tenía registros audiovisuales del bosque nativo -previos al incendio-, imágenes del siniestro, y vistas aéreas posteriores, de todo el proceso de recuperación de la quebrada, compartió en redes sociales un video, que no solo es un impresionante testimonio del antes, durante y después de la tragedia, sino además una emotiva reflexión en torno a esta desgracia.Ver video en Youtube